# 中村新左衛門
中村 新左衛門（なかむら しんざえもん、? - 天明元年（1781年））は、江戸時代中期の一揆指導者。

## 経歴・人物
近江膳所藩領野洲郡中村の農民。
天明元年（1781年）藩の年貢増徴に反対した農民と漁民による一揆の指導者のひとり。年貢増徴は見送られたが、同年庄屋西口与左衛門ら3人と共に処刑された。